# Вал-ді-Канс (аеропорт)
Міжнародний аеропорт Вал-ді-Канс/Жуліо Сезар Рібейру (IATA: BEL, ICAO: SBBE) є головним аеропортом, який обслуговує Белен, Бразилія. Вал-ді-Канс (іноді пишеться як Val de Cães) — назва району, де розташований аеропорт. 13 квітня 2010 року аеропорт був названий на честь Жуліу Сезара Рібейро де Соуза (1837–1887), дослідника повітряних куль.
Аеропортом керує компанія Norte da Amazônia.
Деякі з його об’єктів використовуються спільно з авіабазою ВПС Бразилії Белен.